# Engelskt björnbär
Engelskt björnbär (Rubus echinatus) är en rosväxtart som beskrevs av John Lindley. Enligt Catalogue of Life ingår Engelskt björnbär i släktet rubusar och familjen rosväxter, men enligt Dyntaxa är tillhörigheten istället släktet rubusar och familjen rosväxter. Artens livsmiljö är stadsmiljö, jordbrukslandskap. Inga underarter finns listade i Catalogue of Life.